# تشقاسلمان عليا (مقاطعة دلفان)
تشقاسلمان عليا (بالفارسية: چقاسلمان علیا) هي قرية تقع في قسم نورعلي الريفي بمقاطعة دلفان في إيران.